# Sankt Nicolai kyrka, Arboga
För andra betydelser, se Sankt Nicolai kyrka.
Sankt Nicolai kyrka (tidigare Arboga landsförsamlings kyrka) med omgivande kyrkogård ligger i norra utkanten av Arboga stadskärna och tillhör Arbogabygdens församling i Västerås stift. I söder gränsar den muromgärdade kyrkogården till en före detta prostgård - idag församlingsexpedition. 

## Kyrkobyggnaden
Den i huvudsak medeltida kyrkobyggnaden har ett treskeppigt långhus med koppartäckt sadeltak, samt i öster ett polygonformigt kor. I väster ansluter ett torn med pyramidformig huv. Fasadmurarna och utstickande strävpelare består mest av gråsten. Mellanliggande fogar är brett utdragna, strukna med en kalkfärg som skiftar i grågult/vitt. Södra långsidans och korets murar stöds med strävpelare, medan norra långsidans murar saknar strävpelare. Tornets övre del avviker med tegelmurar och dekorativa blinderingar. Flertalet fönsteröppningar är rundbågiga och har fönster av smidesjärn med blyinfattade rutor. Kyrkans huvudingång är Västportalen, med en vitrappad omfattning i flera språng och port med smidda bangångjärn och engelskröd panel. Ytterligare en ingång finns på södra långsidan, nära koret.
Kyrkorummet omfattar välvda mitt- och sidoskepp, avdelade med sex fristående pelare. Över mittskeppet täcker tre stjärnvalv. Sidoskeppens valv är något lägre. Koret täcks av ett så kallat klostervalv. Fragment av medeltida muralmålningar förekommer.  I gångar och öppna ytor ligger kalkstensgolv, medan bänkkvarteren står på oljade brädgolv. I koret ligger tre gravhällar. I kyrkorummets västra del finns en läktare med uppgång från norra sidoskeppet. Läktarens grågröna barriär och orgelfasad har formats i nygotik.
Bänkinredningen som är sluten har fasader bestående av grått laserat ramverk, marmorerade fyllningar och förgyllda ramlister. Bänkarna innanför är målade i en kraftigt röd nyans. Predikstol finns på norra långväggen, med murad uppgång från sakristian. Korgen är fyrsidig, målad i en grågrön nyans. 
I öster finns koret, som jämte Posses gravkor i sydost ligger tre steg högre. Koret har ett murat altare, vilket tjänar som podium för ett medeltida altarskåp med dubbla flygeldörrar. Framför finns en sluten grönt marmorerad altarring. På korets norra sida leder en spetsbågig muröppning mot sakristian, som täcks av ett lågt kryssvalv

## Historik
Kyrkan uppfördes förmodligen på 1100-talet, en kort tid före stadens grundande. Sedan stadsrättigheter utfärdats på 1200-talet blev kyrkan församlingskyrka både för stad och omgivande landsbygd. 
Ursprungligen omfattade kyrkobyggnaden ett enskeppigt långhus med vapenhus i söder. Tidigt tillkom västtornet. I mitten av 1300-talet utbyggdes koret och norra sidoskeppet. Under 1400-talets senare hälft utvidgades kyrkan med ett sidoskepp i söder och sakristia i norr. Tornet förhöjdes med tegelmurar, prydda med blinderingar. Kyrkorummet välvdes och dekorerades med muralmålningar, varav fragment återstår.  
Gissningsvis är taklaget från 1500-tal att döma av knutpunkter, och flaggmarkeringar samt den fina behuggningen. Taklagets virkesbearbetning och hophuggning är systematisk och professionell, vilket tyder på skråväsende.
En högre, spetsig tornspira restes åren 1650-52. Bygget leddes av Anders Tornresare från Jäders bruk. I mitten av 1700-talet höggs fönsteröppningarna upp till nuvarande storlek och fick fönsterbågar av smidesjärn, från Jäders bruk, med blyinfattade rutor.   
Vid en storm den 25 januari 1889 nedstörtade tornets resliga spira. Den ersattes med dagens låga, pyramidformiga huv.  
1905 genomgick kyrkan en betydande inre restauration. En värmekammare enligt Thorells system under sakristian, golvet sänktes 22 cm, en vägg i huvudskeppet borttogs. Valv, pelare och väggar målades i vitgult utan dekorationer, gravhällarna placerades längs väggarna, gångarna och koret belagdes med kalksten ifrån Lanna Stenhuggeri i Hidingebro. Nya bänkar ritade av arkitekt Fredrik Falkenberg ifrån Stockholm, insattes och målades grågröna. Orgelverket blev grundligt reparerat. Entreprenören för restaureringen var firman Hammer & Ericsson som utförde snickeriarbetena. Murningarbetena utfördes av muraremästare Johansson i Häringe. Stenarbetena av  grundläggare Eriksson. Målarearbetena av målarmästare Olsson. Två järnkandelabrar av konstsmeden Pettersson i Vretstorp skulle sättas vid altaret där monteringsarbetet gjordes av A. P. Bloms Eftr. Alla epitafier och vapensköldar renoverades av dekorationsmålarna Petterson och Bror Drake af Hagelsrum i Örebro. Ljuskronorna renoverades av Eskilstuna Järnmanufaktur och förgyllningsarbetet av förgyllare Bergvall i Örebro.
Kyrkans senaste stora upprustning skedde 1994-95, efter program av arkitekt Jerk Altons program. Då lagades fasadernas fogstrykning med rent kalkbruk och avfärgades i "vitockra" nyans. Fönstren målades med svart linoljefärg och ytterdörrar engelskröda. I kyrkorummet fick bänkinredningen en mer varierad färgsättning än förut. Alla tekniska installationer förnyades.

## Inventarier
Dopfunten är en så kallad nodfunt, daterad till perioden 1415-1425.
Altarskåpet tillverkades troligen i Lübeck 1510-20. 
Altarringen tillkom 1751, sedan ett korskrank avlägsnats (finns nu i norra sidoskeppet).

### Orgel
- 1660 skänkte riksrådet Gustaf Posse en orgel till kyrkan. Orgeln reparerades 1699.[4]

- Orgelbyggaren Olof Hedlund, Stockholm var i Arboga 11 juli 1735 för att ta en orgel i stadskyrkan. Ett kontrakts skrevs med Hedlund 13 juli samma år om en orgel för 2000 daler kopparmynt. Dagen efter tog Hedlund ner det gamla orgelverket och fraktade med sig piporna till Stockholm. Orgeln besiktades 11 september 1736 av domkyrkoorganisten Ernst Ferdinand Pape i Västerås. Fasaden som användes till orgeln var från 1660 års orgelverk. Orgeln hade tre stycken bälgar. År 1744 reparerades och utökades orgeln med stämman Vox virginea av orgelbyggaren Daniel Stråhle. 1782 reparerades orgeln av Pehr Schiörlin, Linköping. 1823 reparerades orgeln av urfabrikören Johan Brunell, Arboga.[5]

| Manual C-c3 (kort oktav) | Pedal C-c3 (kort oktav) |
| Gedackt 8'               | Oktava 8'               |
| Principal 4'             | Oktava 4'               |
| Flöjt 4'                 | Rauschkvint II          |
| Kvinta 3'                | Scharfmixtur            |
| Oktava 2'                | Trumpet 8'              |
| Gemshorn                 | Spärrventil             |
| Decima 4'                |                         |
| Scharf III               |                         |
| Trumpet 8'               |                         |
| Vox virginea (1744)      |                         |
| Spärrventil              |                         |

- Den nuvarande orgeln byggdes 1862 av Erik Adolf Setterquist, Hallsberg. Den blev grundligt reparerad 1905 av E. A. Setterquist & Son, Örebro.[2]  1935 utökades och omändrades orgeln av Åkerman & Lund, Sundbybergs stad.[6] 2005 restaurerades orgeln av Orgelbyggare Tomas Svenske, Vänge, varvid dispositionen, mekaniken och det ursprungliga spelbordet återställdes.[7]

| Manual I       | Manual II            | Pedal         | Koppel |
| Principal 16´  | Rörflöjt 8´          | Subbas 16´    | I/P    |
| Borduna 16'    | Salicional 8'        | Violoncell 8' | II/I   |
| Principal 8'   | Vox Retusa 8'        | Bassun 16'    | P 4'/P |
| Gamba 8'       | Fleûte Octaviante 4' |               |        |
| Bourdon 8'     | Flöjt 4'             |               |        |
| Octava 4'      |                      |               |        |
| Qvinta 3'      |                      |               |        |
| Octava 2'      |                      |               |        |
| Cornett 3 chor |                      |               |        |
| Trompet 8'     |                      |               |        |
|                |                      |               |        |

#### Kororgel
Den mekaniska kororgeln byggdes 1969 av Marcussen & Søn, Aabenraa, Danmark.
| Huvudverk I         | Bröstverk II      | Pedal          | Koppel |
| Rörflöjt 8'         | Gedackt 8'        | Subbas 16'     | I/P    |
| Principal 4'        | Rörflöjt 4'       | Gedackt 8'     | II/P   |
| Waldflöjt 2'        | Principal 2'      | Koppelflöjt 4' | II/I   |
| Sesquialtera 2 chor | Nasat 1 1⁄3'      | Qvintadena 2'  |        |
| Mixtur 4 chor       | Cymbel 1 chor     | Fagott 16'     |        |
| Dulcian 8'          | Regal 8'          | Regal 4'       |        |
|                     | Tremulant         |                |        |
|                     | Crescendosvällare |                |        |

## Bildgalleri

### Exteriör

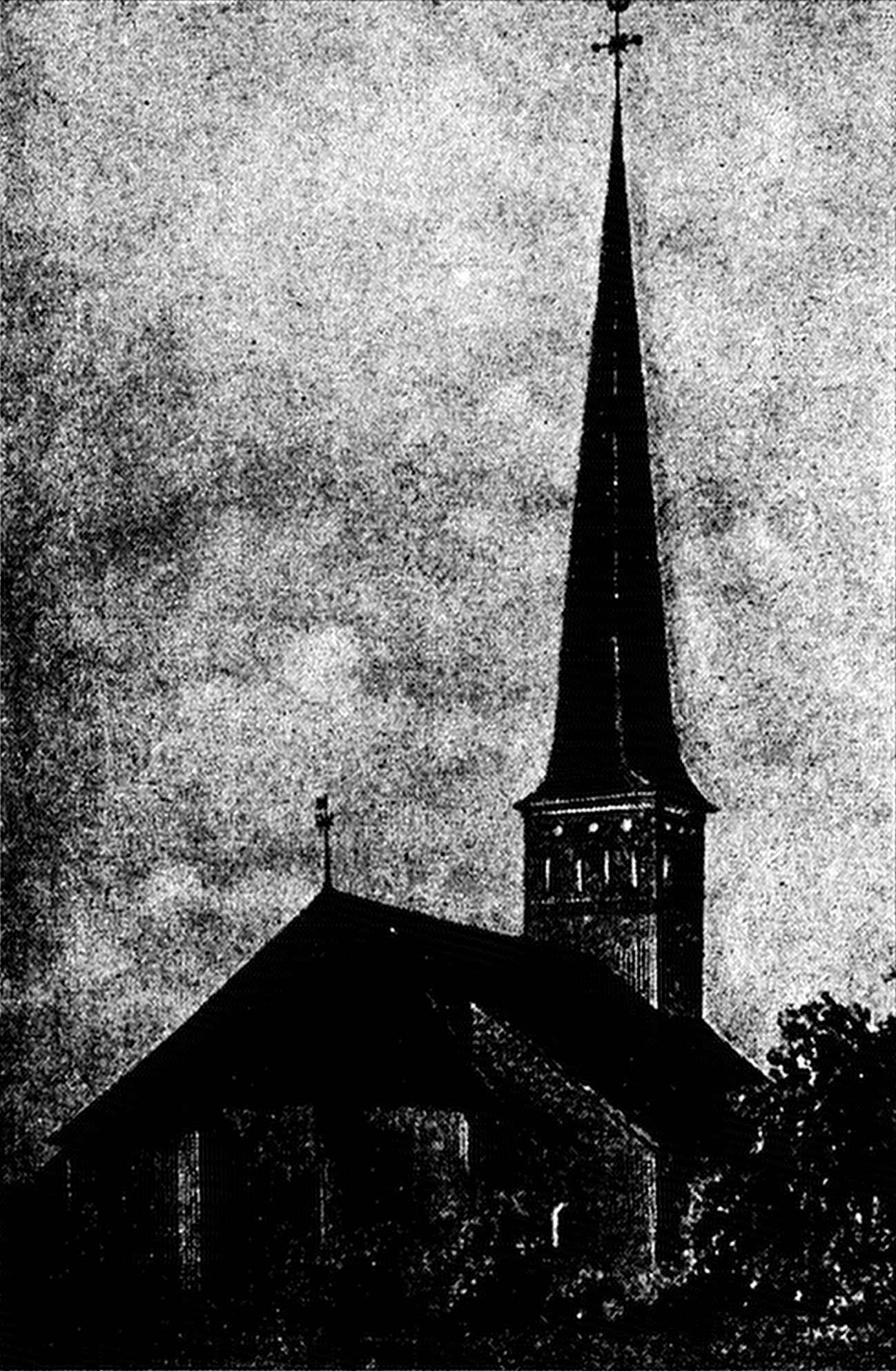
Sankt Nicolai kyrka någon gång före 1889
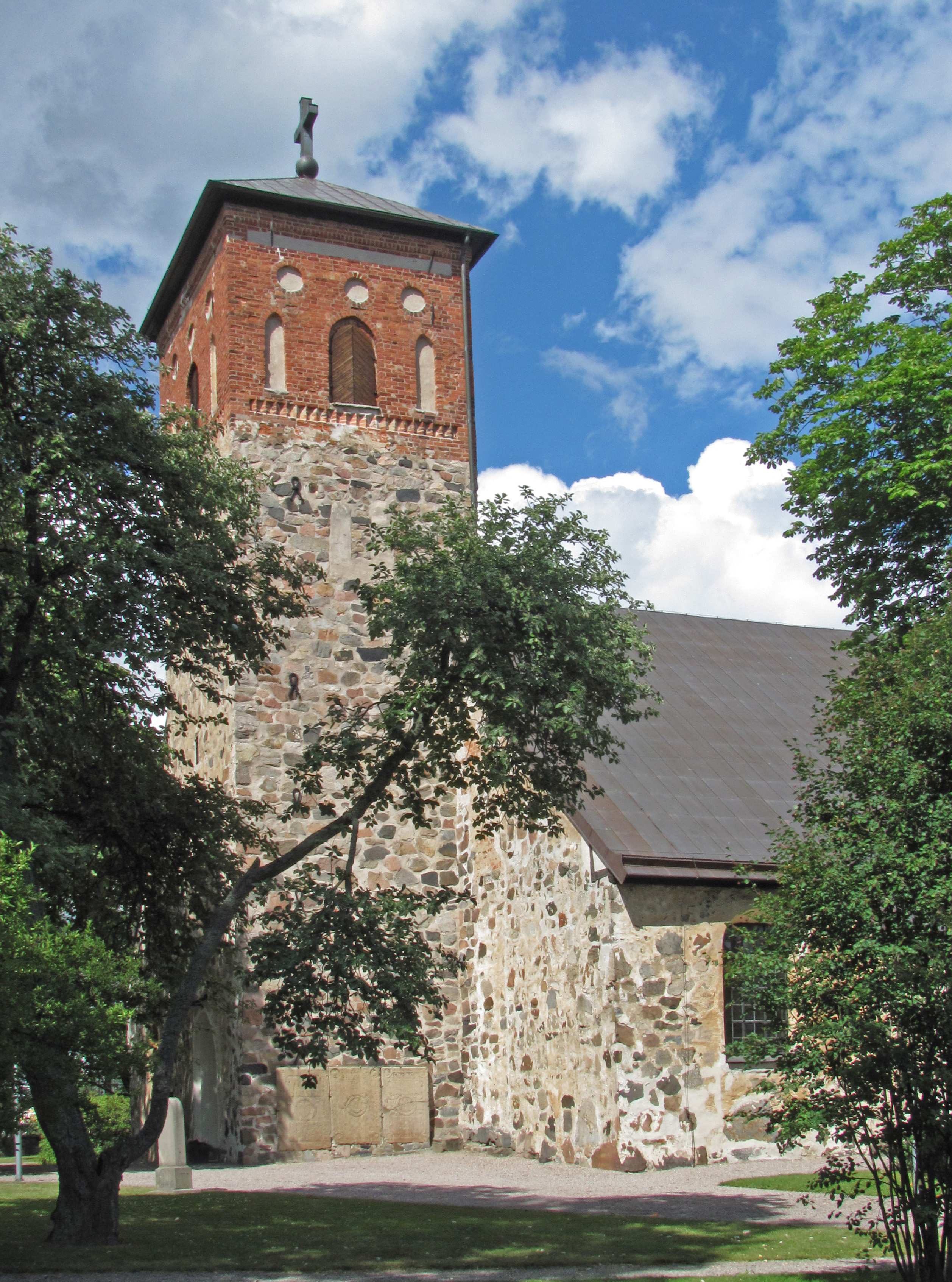
Kyrktornet
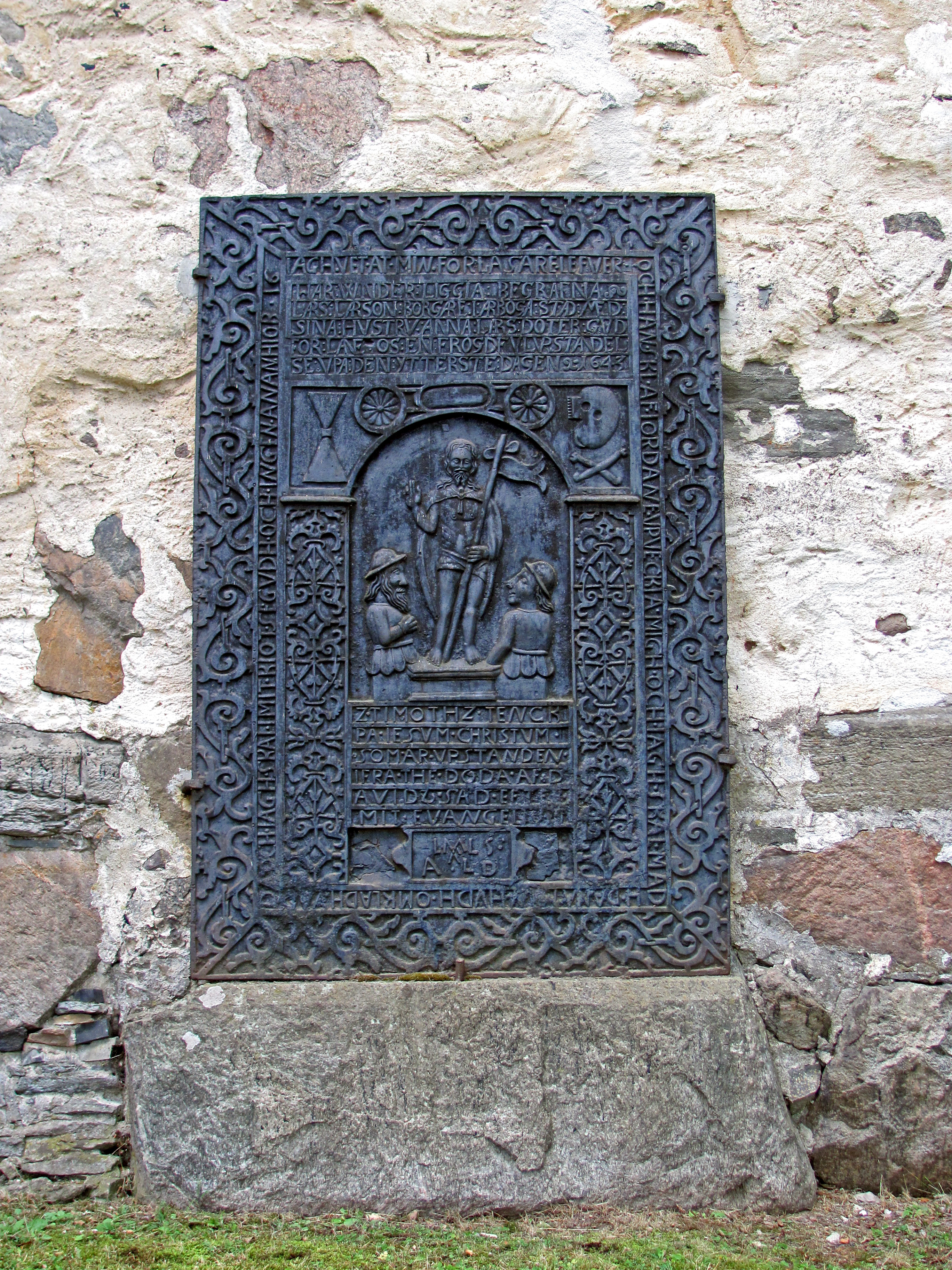
Tavla i östra muren

### Interiör

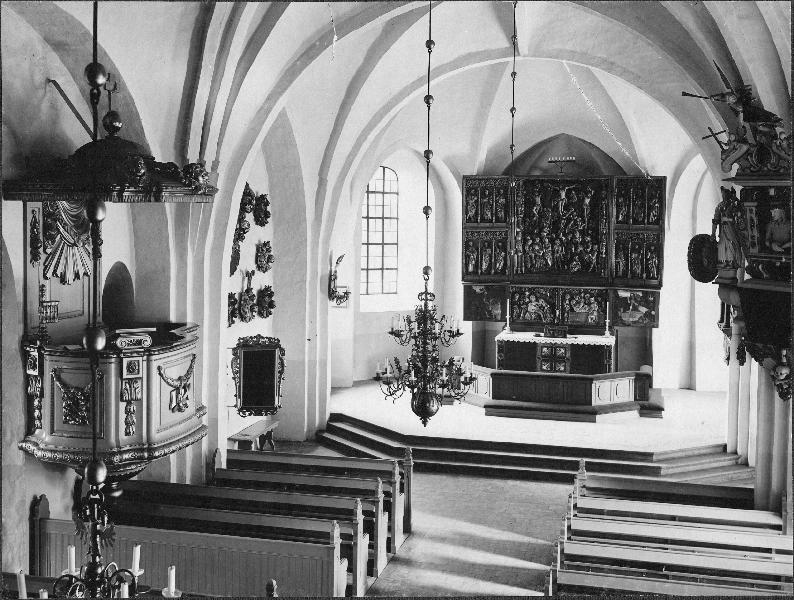
Interiör mot öster
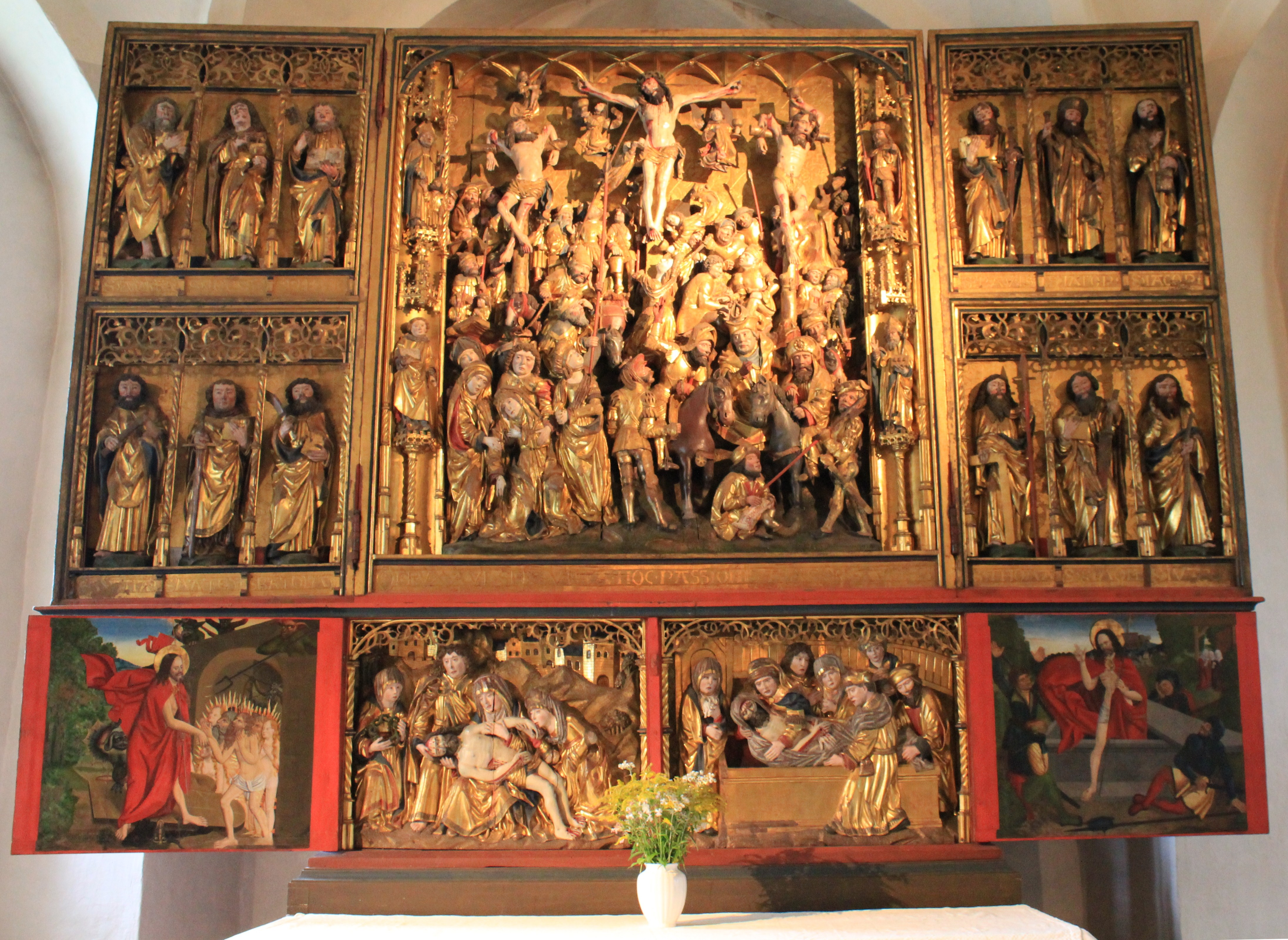
Altarskåpet
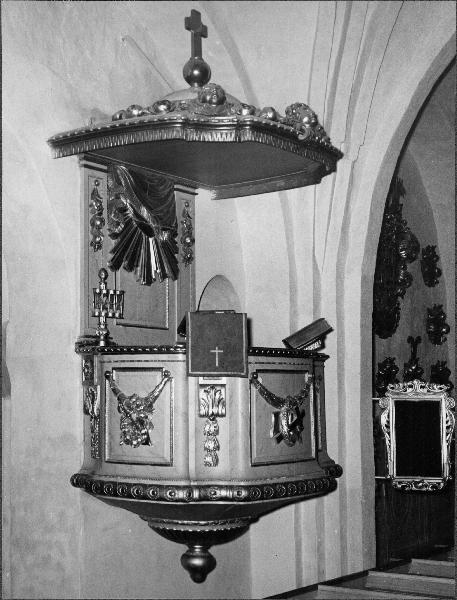
Predikstolen
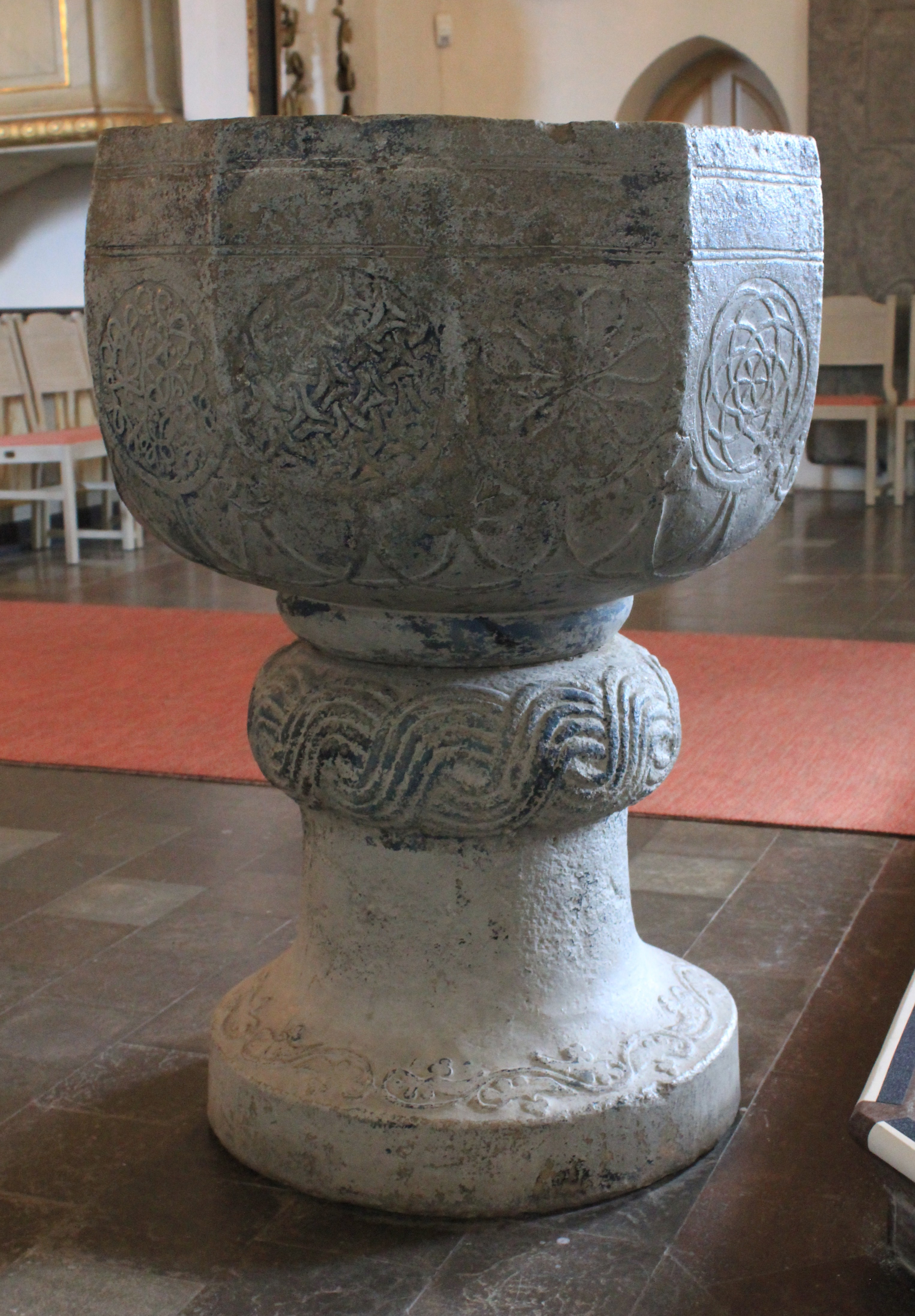
Dopfunten
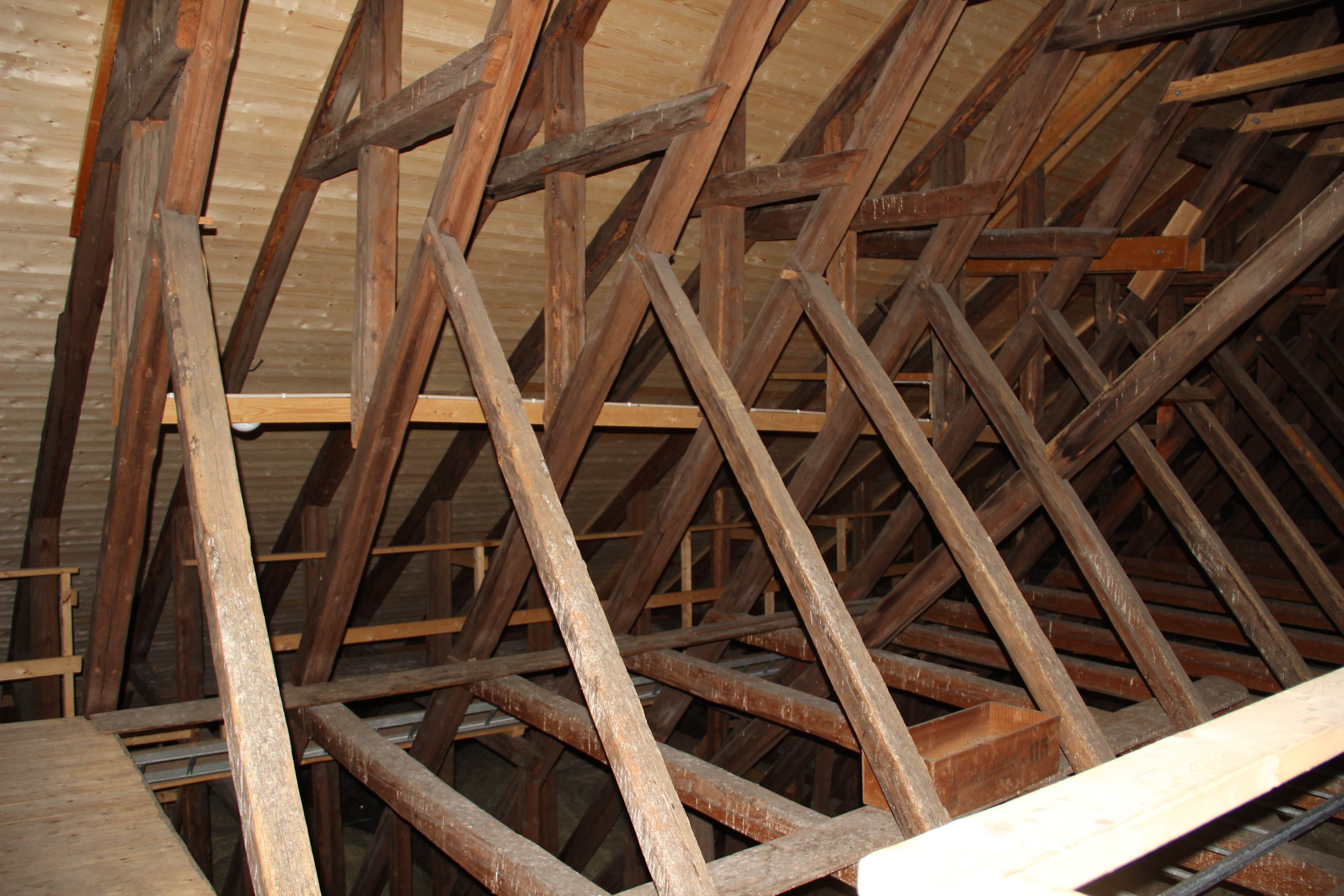
Del av medeltida taklag
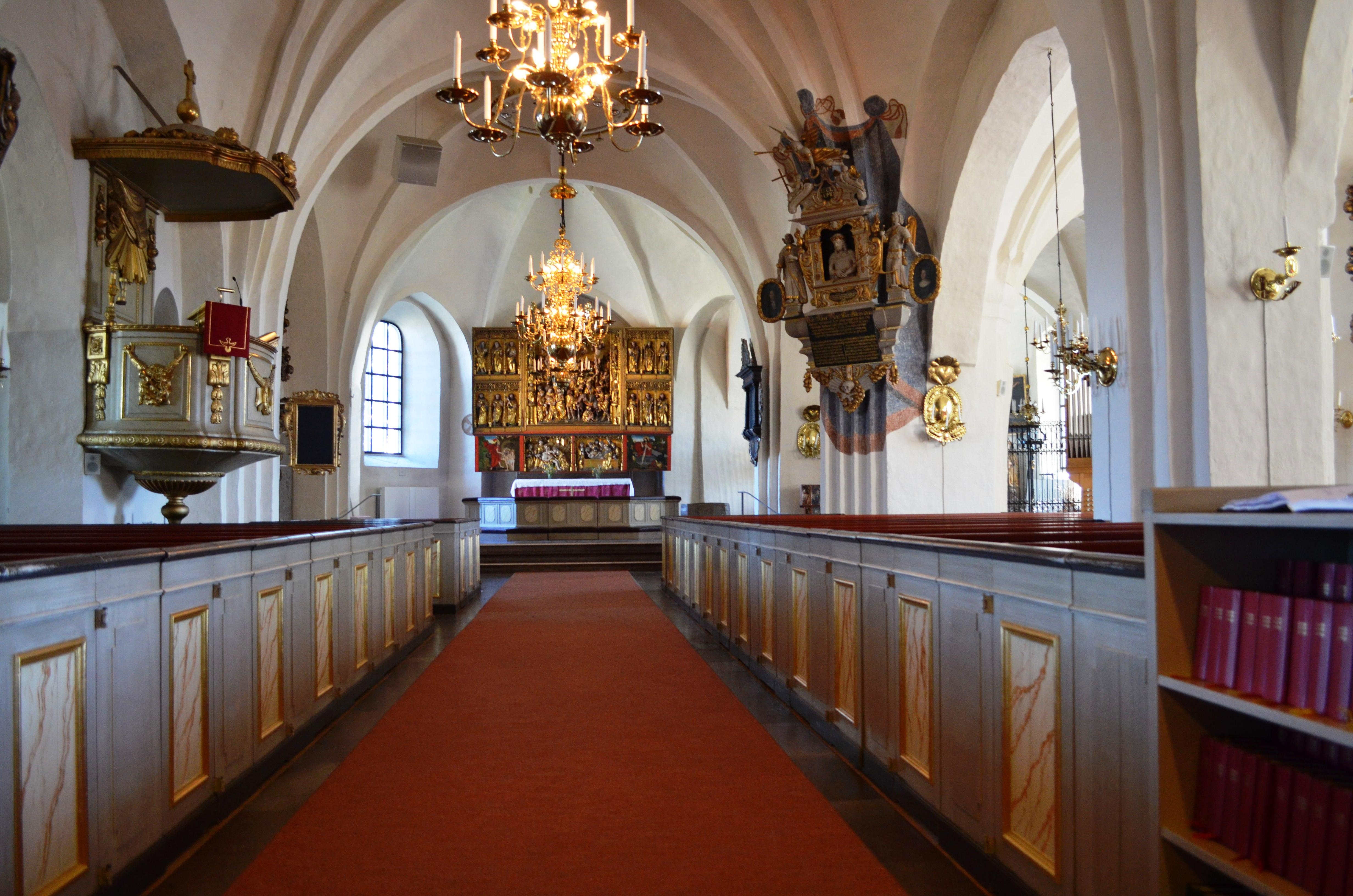
Sankt Nicolai kyrkas kyrksal
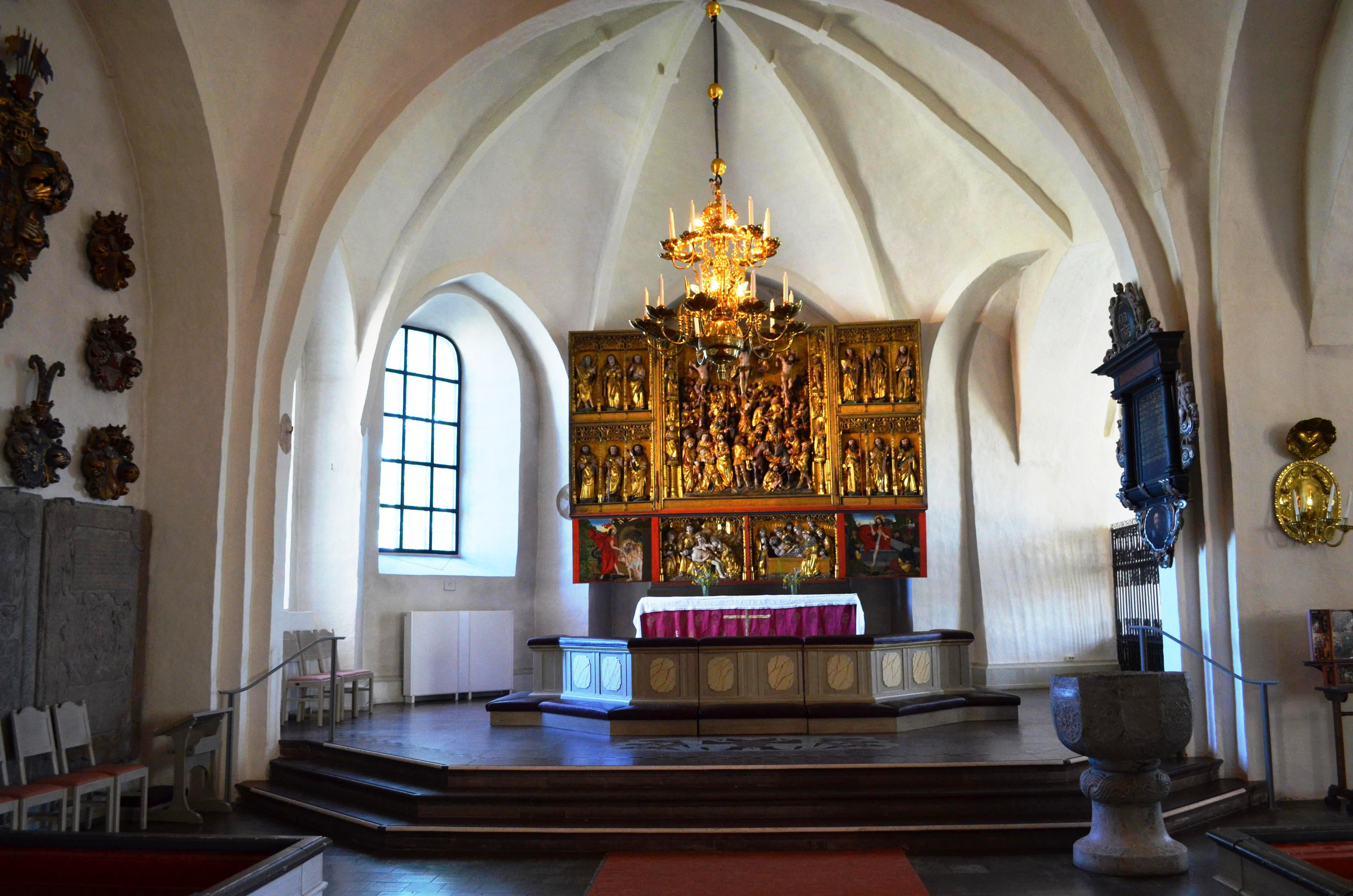
Sankt Nicolai kyrkas altare
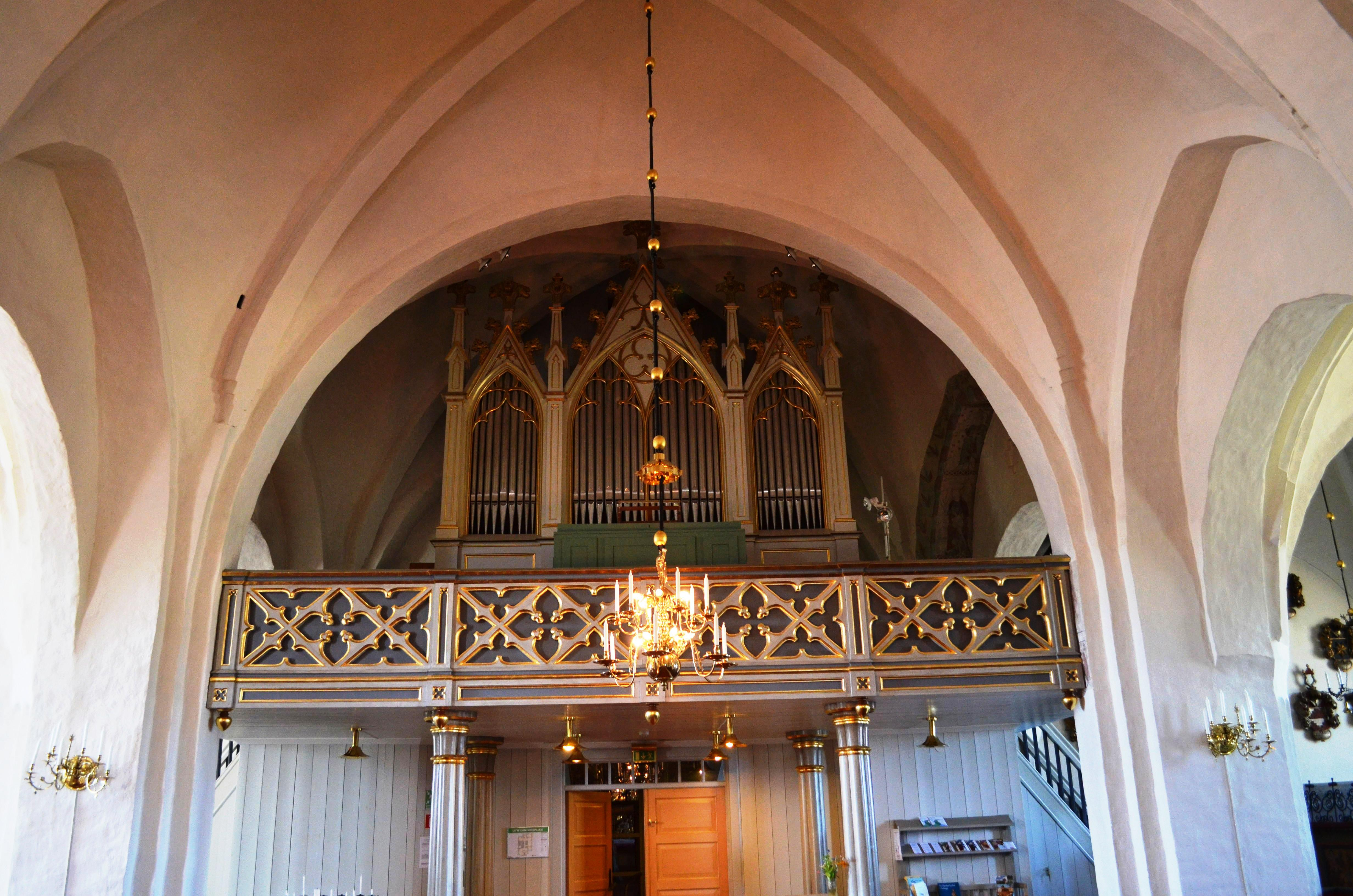
Sankt Nicolai kyrkas orgelläktare

### Otryckta källor
- Sankt Nicolai kyrka - byggnadshistorik och kulturhistorisk karakteristik, Västerås stift 2006

### Webbkällor
- http://www.svenskakyrkan.se/vasterasstift/kyrkorivastmanland
- Sankt Nicolai kyrka,Arboga församling.
- Historiska museet:bildvärld 930820A2   Altarskåp
- Historiska museet:bildvärld 930819F1   Dopfunt
- Historiska museet:bildvärld 930819S1   Skulptur
- Riksantikvarieämbetet Sankt Nicolai kyrka.

### Fotnoter
1. ↑  ”Bebyggelseregistret (BeBR) - Riksantikvarieämbetet”. www.bebyggelseregistret.raa.se. http://www.bebyggelseregistret.raa.se/bbr2/anlaggning/visaHistorik.raa?anlaggningId=21300000004638&page=historik&visaHistorik=true. Läst 11 oktober 2017.
2. 1 2  ”Arboga nyrestaurerade landskyrka invigdes i söndags”. Vestmanlands Läns Tidning, notis 6:e kolumn längre ner. 10 oktober 1905. https://tidningar.kb.se/4112799/1905-10-10/edition/147385/part/1/page/2/?newspaper=VESTMANLANDS%20L%C3%84NS%20TIDNING&from=1905-10-10&to=1905-10-10. Läst 25 november 2022.
3. ↑  ”Arboga nyrestaurerade landskyrka”. Nerike Allehanda, notis 1:a kolumn. 30 september 1905. https://tidningar.kb.se/8264853/1905-09-30/edition/146365/part/1/page/3/?newspaper=NERIKES%20ALLEHANDA&from=1905-09-30&to=1905-09-30. Läst 25 november 2022.
4. ↑  Abrahamsson Hülpers, Abraham (1773) (på Svenska). Historisk Afhandling om Musik och Instrumenter särdeles om Orgwerks Inrättningen i Allmänhet jemte Kort Beskrifning öfwer Orgwerken i Swerige. Västerås: Johan Laurentius Horrn. sid. 226. Libris 2413220
5. ↑  Olsson, Birger (1998). Olof Hedlund Orgelbyggare. Göteborg: Rundqvists Boktryckeri. sid. 49-52. Libris 7753832. ISBN 91 85974 48-X
6. 1 2  Tore Johansson, red (1990). Inventarium över svenska orglar: 1990:I, Västerås stift; Karlstads stift. Tostared: Förlag Svenska orglar. Libris 4108784
7. ↑  ”Västerås stifts orgelinventering 2018-2019”. orgeldatabas.gu.se. https://orgeldatabas.gu.se/webgoart/goart/go_pub.php?p=48&u=1&f=335&l=sv&sectsel=detail&id_nr=12113. Läst 24 augusti 2022.